# 야쓰카군

야쓰카 군의 위치

야쓰카군(일본어: 八束郡, やつかぐん)은 일본 시마네현에 있던 군이다.
소멸 당시 한 개의 정으로 이루어져 있었다.
- 히가시이즈모 정(東出雲町)

2011년 8월 1일, 히가시이즈모 정이 마쓰에시에 편입합병되어 소멸하였다

## 역사
- 2005년 3월 31일 - 가시마 정, 시마네 정, 신지 정, 다마유 정, 미호노세키 정, 야쓰카 정, 야쿠모 촌이 마쓰에 시와 합병해 새로운 마쓰에시가 성립, 군에서 이탈하였다.
- 2011년 8월 1일 - 히가시이즈모 정이 마쓰에시에 편입합병되어 소멸하였다